# Campeonato de EAU de Fórmula 4
El Campeonato de EAU de Fórmula 4 es una competición de automovilismo de velocidad lanzada en 2016 por la Federación Internacional del Automóvil (FIA) y por el Club del Automóvil y Turismos de los Emiratos Árabes Unidos (ATCUAE).
Cada campeonato consiste en cinco rondas con cuatro carreras cada una en los circuitos de Dubái y Yas Marina, que desde la temporada inaugural se realizan en enero y febrero. Al igual que los demás campeonatos de Fórmula 4, la categoría otorga puntos para la superlicencia de la FIA, incluyendo 12 puntos para el campeón.

## Monoplaza
El monoplaza fue un Tatuus F4-T014, motorizado por Abarth, usado desde 2016-17 hasta 2021. Para el año 2022 se introdujo el modelo F4 T-421, el cual incluirá el sistema halo.

## Campeones

### Campeonato de Pilotos
| Año     | Piloto            | Escudería                     | Puntos | Margen | Segundo             | Tercero         | Ref.   |
| ------- | ----------------- | ----------------------------- | ------ | ------ | ------------------- | --------------- | ------ |
| 2016-17 | Jonathan Aberdein | Team Motopark                 | 368    | 107    | Logan Sargeant      | Sean Babington  | [ 6 ]  |
| 2017-18 | Charles Weerts    | Dragon Motopark F4            | 377    | 52     | David Schumacher    | Tom Beckhäuser  | [ 7 ]  |
| 2019    | Matteo Nannini    | Xcel Motorsport               | 363    | 68     | Joshua Dürksen      | Shihab Al Habsi | [ 8 ]  |
| 2020    | Francesco Pizzi   | Xcel Motorsport               | 300    | 26     | Lorenzo Fluxá       | Nico Göhler     | [ 9 ]  |
| 2021    | Enzo Trulli       | Cram Durango                  | 319    | 1      | Dilano van't Hoff   | Kirill Smal     | [ 10 ] |
| 2022    | Charlie Wurz      | Prema Racing                  | 255    | 45     | Rafael Câmara       | Aiden Neate     | [ 11 ] |
| 2023    | James Wharton     | Mumbai Falcons Racing Limited | 232    | 20     | Tuukka Taponen      | Ugo Ugochukwu   | [ 12 ] |
| 2024    | Freddie Slater    | Mumbai Falcons Racing Limited | 172    | 4      | Kean Nakamura-Berta | Keanu Al Azhari | [ 13 ] |

### Campeonato de Escuderías
| Año     | Escudería                     | Puntos | Margen | Segundo                     | Tercero                   | Ref.   |
| ------- | ----------------------------- | ------ | ------ | --------------------------- | ------------------------- | ------ |
| 2016-17 | Team Motopark                 | 629    | 390    | Energy Dubai F4 Racing Team | Rasgaira Motorsports      | [ 6 ]  |
| 2017-18 | Dragon Motopark F4            | 580    | 19     | Silberpfeil Energy Dubai    | Rasgaira Motorsports      | [ 7 ]  |
| 2019    | Xcel Motorsport               | 632    | 171    | Dragon Racing               | Mücke Motorsport          | [ 8 ]  |
| 2020    | Xcel Motorsport               | 595    | 182    | BWT Mücke Motorsport        | Abu Dhabi Racing          | [ 9 ]  |
| 2021    | Xcel Motorsport               | 1233   | 871    | Cram Durango                | Abu Dhabi Racing by Prema | [ 10 ] |
| 2022    | Prema Racing                  | 461    | 148    | Abu Dhabi Racing by Prema   | PHM Racing                | [ 11 ] |
| 2023    | Mumbai Falcons Racing Limited | 444    | 251    | MP Motorsport               | Prema Racing              | [ 12 ] |
| 2024    | Mumbai Falcons Racing Limited | 340    | 102    | Prema Racing                | Yas Heat Racing Academy   | [ 13 ] |

### Novatos
| Año     | Piloto              | Escudería                     | Ref.   |
| ------- | ------------------- | ----------------------------- | ------ |
| 2016-17 | Logan Sargeant      | Team Motopark                 | [ 6 ]  |
| 2017-18 | David Schumacher    | Rasgaira Motorsports          | [ 7 ]  |
| 2019    | Matteo Nannini      | Xcel Motorsport               | [ 8 ]  |
| 2020    | Francesco Pizzi     | Xcel Motorsport               | [ 9 ]  |
| 2021    | Enzo Trulli         | Cram Durango                  | [ 10 ] |
| 2022    | Rafael Câmara       | Prema Racing                  | [ 11 ] |
| 2023    | Tuukka Taponen      | Mumbai Falcons Racing Limited | [ 12 ] |
| 2024    | Kean Nakamura-Berta | Mumbai Falcons Racing Limited | [ 13 ] |

## Circuitos
| N.º | Circuito            | Año   |
| --- | ------------------- | ----- |
| 1   | Autódromo de Dubái  | 2016- |
| 2   | Circuito Yas Marina | 2016- |
| 3   | Kuwait Motor Town   | 2023- |

- Negrita denota un circuito de Fórmula 1 que actualmente está en el calendario.